# La época de Amok
"La época de Amok" es el primer episodio de la segunda temporada Star Trek: La serie original. Es el episodio número 30 en ser transmitido y el número 34 en ser producido, fue transmitido por primera vez el 15 de septiembre de 1967. Fue repetido el 26 de abril de 1968. Este fue el primer episodio en donde apareció el miembro del elenco regular Walter Koenig, como Pavel Chekov, y también el primero en listar a DeForest Kelley como dr. McCoy en los créditos de apertura. También este fue el primer episodio de televisión de la segunda temporada, y el primero en ser transmitido en el horario de las 20:30 horas de los días viernes. Fue escrito por el autor de ciencia ficción Theodore Sturgeon, anotado por Gerald Fried y dirigido por Joseph Pevney.
En la versión Bluray publicada el 28 de abril de 2009 por la Paramount, ASIN: B001TH16DS, el título de este episodio en el audio en español es dado como Tiempo de Emociones.
Resumen: El episodio muestra al Sr. Spock regresando a su mundo natal para un brutal ritual de matrimonio Vulcano. Es el único episodio de la serie original en mostrar escenas del planeta Vulcano.

## Trama
Spock solicita un permiso para ausentarse y regresar a su planeta natal Vulcano después de mostrar un comportamiento irracional. El capitán Kirk y el dr. McCoy son testigos de un exabrupto de Spock, y McCoy está de acuerdo en que Spock necesita algún "tiempo de descanso".
Kirk queda confundido por el comportamiento de Spock, y desvía a la nave estelar USS Enterprise hacia Vulcano. Sin embargo poco después, Kirk recibe una transmisión prioritaria que le ordena proceder a Altair VI para representar a la Federación en una ceremonia inaugural para el nuevo presidente del planeta. Kirk le informa a Spock que su permiso tendrá que ser retrasado, pero Spock, sin conocer las órdenes a Kirk hace que la nave se vuelva a dirigir hacia Vulcano.
Kirk confronta a Spock, quien le dice que no recuerda haber cambiado la orden. Kirk le ordena reportarse a la enfermería. El Dr. McCoy descubre que la química de la sangre de Spock está extremadamente activa y tiene la presencia de hormonas desconocidas. Si la condición persiste, Spock morirá en ocho días. Spock no desea discutir lo que lo está afectando, pero Kirk le exige una explicación. 
Aparentemente avergonzado, Spock le informa a Kirk que su condición es conocida como Pon farr, un síndrome que todos los machos Vulcanos tienen que sufrir periódicamente a través de su vida adulta. En un episodio posterior, Los guardianes de la nube, Spock declara que el ciclo ocurre cada siete años, aunque no indica por cual planeta se miden aquellos años. Durante esta época, ellos deben aparearse o morir. Cita precedentes que existen en la naturaleza, tal como el salmón de la Tierra, que "debe regresar al río que lo vio nacer, para desovar… o morir intentándolo".
Kirk contacta al almirante Komack de la Flota Estelar y solicita permiso para desviarse a Vulcano. El almirante le deniega el permiso, pero Kirk ignora la orden, argumentando que ya hay otras dos naves asistiendo a la ceremonia. 
El Enterprise llega a Vulcano, y Spock invita a Kirk y al Dr. McCoy a acompañarlo. Spock les explica que los Vulcanos son casados cuando son niños ("menos que un matrimonio, más que esponsales") con la comprensión de que ellos honrarán este compromiso cuando sean adultos. Su novia T'Pring, quien le fue comprometida a la edad de 7 (personificada por la actriz infantil Mary Elizabeth Rice en una pantalla que Spock destrozó), lo espera. 
T'Pau, una altamente respetada miembro de la sociedad vulcana, y la única persona que ha rehusado un asiento en el Consejo de la Federación, arriba para dirigir la ceremonia. T'Pring llega acompañada por Stonn, un vulcano sin mezcla, quien es obviamente su amante. Ella invoca el kal-if-fee, su derecho a un desafío físico entre Spock y Stonn, pero en vez de Stonn, ella escoge a Kirk para ser su campeón. Spock le solicita a T'Pau que lo prohíba ya que Kirk "no comprende, no sabe", pero T'Pau le permite a Kirk decidir, informándole que otro campeón será seleccionado si no acepta. Kirk acepta el desafío pensando que puede dejar a Spock ganar — para enterarse después que el combate es a muerte. 
A pesar de la condición de Spock, tiene superior fuerza y agilidad, demostrando su dominio con la Lirpa, una tradicional y mortal arma vulcana. Kirk está debilitado por el calor y la delgada atmósfera de Vulcano, y aunque no es mencionado en la serie, también por una gravedad más alta. McCoy se opone, diciéndole a T'Pau que Kirk está en seria desventaja, y sugiere que él puede inyectarle a Kirk una dosis de tri-ox para compensar un poco aquellas desventajas. T'Pau permite la inyección. El combate continúa y Spock asfixia a Kirk con otra tradicional arma vulcana, una Ahn'woon, en ese momento McCoy declara al capitán muerto y hace que su cuerpo sea transportado de regreso al Enterprise. 
Con la batalla terminada, Spock renuncia a su compromiso con T'Pring pero le pregunta por qué seleccionó a Kirk como su campeón. En una muestra de lógica que impresiona a Spock, T'Pring le explica que ella "no deseaba ser la consorte de una leyenda", y que había desarrollado una atracción hacia Stonn, que era correspondida. Dado que sólo podía divorciarse de Spock a través del kal-if-fee, y que permitiendo que Stonn tomara el desafío como su campeón arriesgaba a perderlo, escogió a Kirk, sabiendo que sin importar el resultado de este desafío ella y Stonn estarían juntos – ya que Kirk no la tomaría como esposa y Spock probablemente la liberaría. Incluso si Spock escogía mantener sus votos, retornaría a la Flota Estelar "y Stonn aún estaría con ella aquí".
En la nave, Spock anuncia su intención de renunciar a su comisión y entregarse a la Flota Estelar, para encarar las consecuencias de haber asesinado a Kirk. Sin embargo, descubre que su capitán está vivo y en buena salud, y expresa su alegría enfrente de McCoy y Chapel. McCoy y Kirk le explican que McCoy realmente le inyectó al capitán un fármaco neuroparalizante que simuló su muerte aturdiéndole solamente. Spock dice que cuando pensó que había asesinado al capitán, perdió todo su deseo por T'Pring. Además, Kirk es liberado de los cargos por haber desobedecido órdenes cuando la Flota Estelar de forma retroactiva da permiso para desviarse a Vulcano a petición de T'Pau. En forma poco convincente Spock deniega haber expresado emociones indebidas al ver a Kirk vivo. McCoy queda disgustado, y Kirk y Spock dejan la enfermería sin más demostraciones de comportamiento emocional ilógico.

## Remasterización del aniversario de los 40 años
Este episodio fue remasterizado en el año 2006 y transmitido el 17 de febrero de 2007 como parte de la remasterización de la Serie Original. Fue precedido una semana antes por "La máquina del Juicio Final" y seguido una semana más tarde por "El síndrome del paraíso". Además del audio y video remasterizado, y todas las animaciones de la USS Enterprise realizadas por CGI que es el estándar de todas las revisiones, los cambios específicos para este episodio son:
- La apariencia del planeta Vulcano visto desde órbita fue cambiada para coincidir con el aspecto mostrado en la versión remasterizada de "Viaje a Babel", e incluye la adición de una capa de hielo polar.
- Una foto de T'Pring como niña (personificada por Mary Rice) fue alterada de tal forma que el color parejo detrás de ella fue remplazado por un jardín que recuerda al hogar de T'Les, la madre de T'Pol, en Star Trek Enterprise.
- Una vista panorámica de la superficie de Vulcano fue creada para mostrar a los personajes caminando a través de un arco de roca hacia el templo que se encuentra ubicado en la parte superior de una gigantesca espira, que recuerda al templo visto en Star Trek III: en busca de Spock y Star Trek IV: misión: salvar la Tierra.
- También, visible en segundo plano de la espira, se encuentra la ciudad natal de Spock ShiKahr, tal como se puede ver en el episodio "Regreso al pasado" (en inglés "Yesteryear", juego de palabras entre "Yesterday" y "Year", para indicar Ayer y Año respectivamente) de Star Trek: La serie animada.